# Театр Незлобина
Театр Незлобина — частный театр, созданный в 1909 году в Москве антрепренёром, режиссёром и актёром К. Н. Незлобиным.

## История

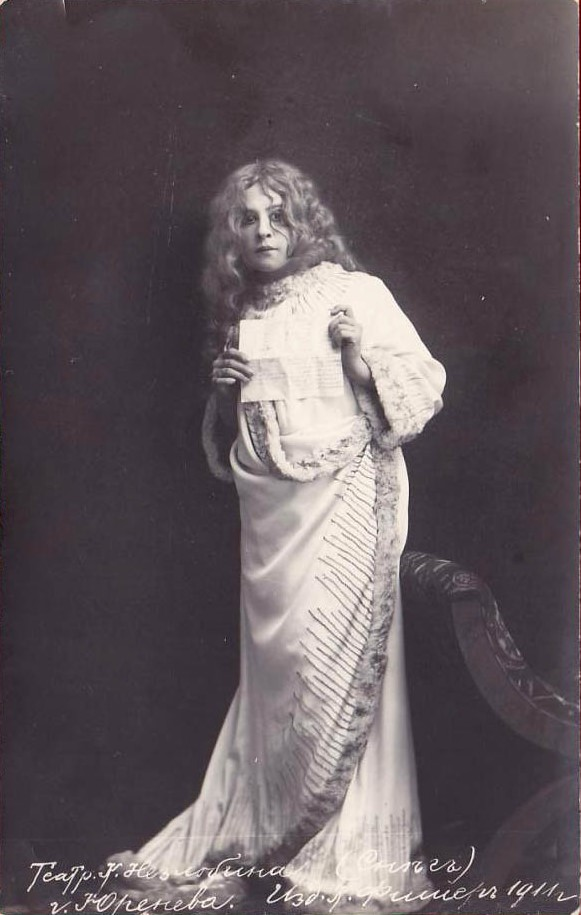
Актриса Юренева В.Л. в спектакле «Снег» театра К.Злобина, 1909-1910 гг.

Кроме вошедших в труппу участников провинциальной антрепризы Незлобина (В. И. Неронов, Н. П. Асланов, В. И. Лихачев, Д. Я. Грузинский, Ю. П. Васильев), в театре в разное время играли В. Ф. Комиссаржевская, К. В. Бравич, П. В. Самойлов, М. Ф. Андреева, М. Л. Роксанова, В. В. Максимов, Н. Н. Литовцева, П. Л. Вульф, Д. Голубинский, В.Л. Юренева.
В 1911—1917 гг. театр работал в Петербурге-Петрограде.
В 1917—1922 гг. театр существовал как товарищество актёров; в 1922 году был объединён с Театром РСФСР 1-м под названием «Театр актёра».
Располагался в здании «Шелапутинского театра».

## Известные постановки

### ПостановкиК. А. Марджанова
- 1909 — «Колдунья» Е. Н. Чирикова.
- 1909 — «Ню» О. Дымова
- 1909 — «Шлюк и Яу» Г. Гауптмана
- 1909 — «Черные маски» Л. Н. Андреева

### ПостановкиФ. Ф. Комиссаржевского(1910—1913)
- «Не было ни гроша, да вдруг алтын» А. Н. Островского
- «Мещанин-дворянин» Ж-Б. Мольера
- Принцесса Турандот К. Гоцци
- «Идиот» по Ф. М. Достоевскому
- «Красный кабачок» Ю. Д. Беляева
- «Псиша» Ю. Д. Беляева
- «Фауст» И. В. Гёте (1-я часть; первая постановка в России). Реж. Ф. Ф. Комиссаржевский.

### Постановки других режиссёров
- 1909-10 «Анфиса» Л. Н. Андреева
- 1909-10 — «Мелкий бес» Ф. Сологуба
- 1909-10 — «Снег» Пшибышевского
- 1910 — «Варвары» М. Горького
- 1911 — «Васса Железнова» М. Горького (первый вариант)
- 1913 (?) — «Горячее сердце» А. Н. Островского. Реж. Н. Н. Званцев[1].
- 1913 — «Орлеанская дева» Ф. Шиллера. Реж. Н. Н. Званцев, декорации и костюмы К. С. Петрова-Водкина[2]
- после 1914 — «Обнаженная» А. Батая
- после 1914 — «Орленка» Э. Ростана
- 1913 Октябрь — «Ревность» М. П. Арцыбашева
- после 1914 — «Король Дагобер» А. Ривуара
- после 1914 — «Закон дикаря» М. П. Арцыбашева
- «Не убий» Л. Н. Андреева
- «Милые призраки» Л. Н. Андреева